# Ramechhap
Der Distrikt Ramechhap (Nepali रामेछाप जिल्ला) ist einer von 77 Distrikten in Nepal.
Der Distrikt gehört zur Verwaltungszone Janakpur. Bei der Volkszählung 2001 hatte er 212.408 Einwohner, 2011 waren es 202.646.

## Verwaltungsgliederung
Städte im Distrikt Ramechhap:
- Manthali
- Ramechhap

Im Distrikt Ramechhap liegen außerdem folgende Village Development Committees (VDCs):
- Bamti Bhandar
- Betali
- Bethan
- Bhadaure
- Bhirpani
- Bhuji
- Bijulikot
- Chanakhu
- Chuchure
- Dadhuwa
- Duragaun
- Deurali
- Dhyaurali
- Dimipokhari
- Doramba
- Duragau
- Gelu
- Goswara
- Gothgau
- Gumdel
- Gunsi Bhadaure
- Guptesor
- Hiledevi
- Himganga
- Khandadevi
- Khaniyapani
- Khimti
- Kubukasthali
- Lakhanpur
- Majuwa
- Makadum
- Naga Daha
- Namadi
- Pakarbas
- Pharpu
- Phulasi
- Piukhuri
- Priti
- Puranagau
- Rakathum
- Rampur
- Rasanalu
- Saibu
- Sanghutar
- Those
- Tilpung
- Tokarpur
- Wapti